# Philip Eaton

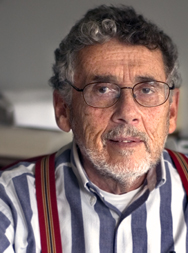
Philip E. Eaton

Philip Eugene Eaton (* 2. Juni 1936 in Brooklyn; † 21. Juli 2023) war ein US-amerikanischer Chemiker (Organische Chemie).
Eaton studierte an der Princeton University mit Bachelor-Abschluss 1957 und an der Harvard University mit Master-Abschluss 1960 sowie Promotion 1961 bei Peter Yates mit dem Thema Isomerization in the dicyclopentadiene series; Acceleration of the Diels-Alder reaction by aluminum chloride; Studies in the chemistry of perchloro compounds. 1960 wurde er Assistant Professor an der University of California, Berkeley und 1962 an der University of Chicago, an der er 1972 eine volle Professur erhielt.
Eaton gehörte zu der Gruppe, der 1964 die Synthese des exotischen Moleküls Cuban gelang, einem Kohlenstoffwürfel. 1999 synthetisierte er gemeinsam mit Mao-Xi Zhang Octanitrocuban, ein Cuban mit Nitro-Gruppen an jeder Ecke, der ein hochexplosiver Sprengstoff ist.
1986 erhielt er den Humboldt-Forschungspreis und er war Arthur C. Cope Scholar. Von 1963 bis 1969 war er Sloan Research Fellow. Er war von 1965 bis 1972 Berater bei DuPont und ab 1983 bei Dow Chemical. Ab 1981 forschte er auch für die US Army.